# بارا (سودان)
بارا (به عربی: بارا) یک منطقهٔ مسکونی در سودان است که در کردفان شمالی واقع شده‌است.